# Trisha Fallon
Trisha Nicole Fallon, coniugata Dykstra (Melbourne, 23 luglio 1972), è un'ex cestista australiana, professionista nella WNBA.

## Carriera
È stata selezionata dalle Minnesota Lynx al secondo giro del Draft WNBA 1999.
Con l'Australia ha disputato tre edizioni dei Giochi olimpici (Atlanta 1996, Sydney 2000, Atene 2004) e due dei Campionati mondiali (1994, 2002).